# Sorbus scalaris
Sorbus scalaris är en rosväxtart som beskrevs av Emil Bernhard Koehne. Sorbus scalaris ingår i släktet oxlar, och familjen rosväxter. Inga underarter finns listade i Catalogue of Life.

## Bildgalleri

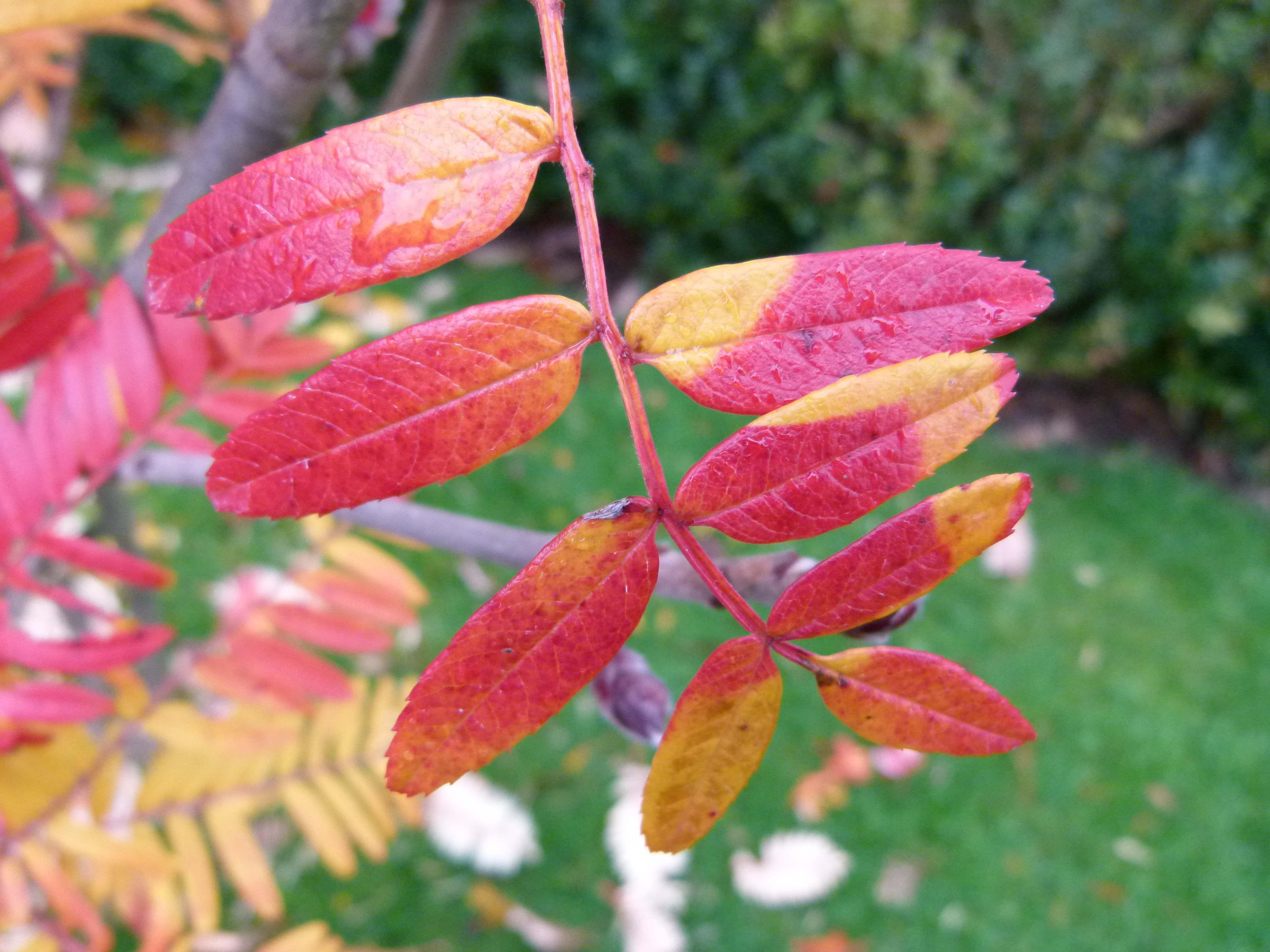
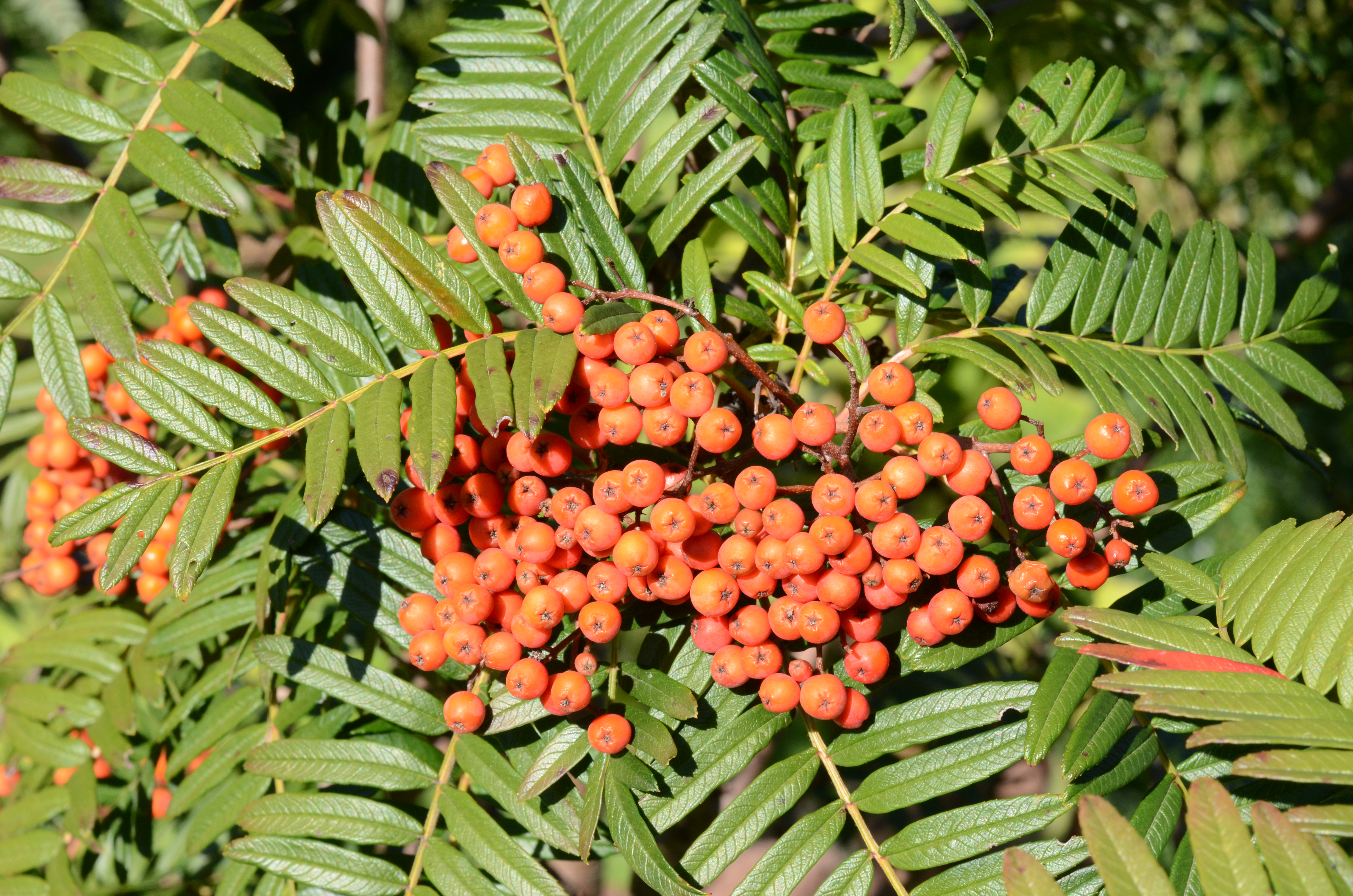
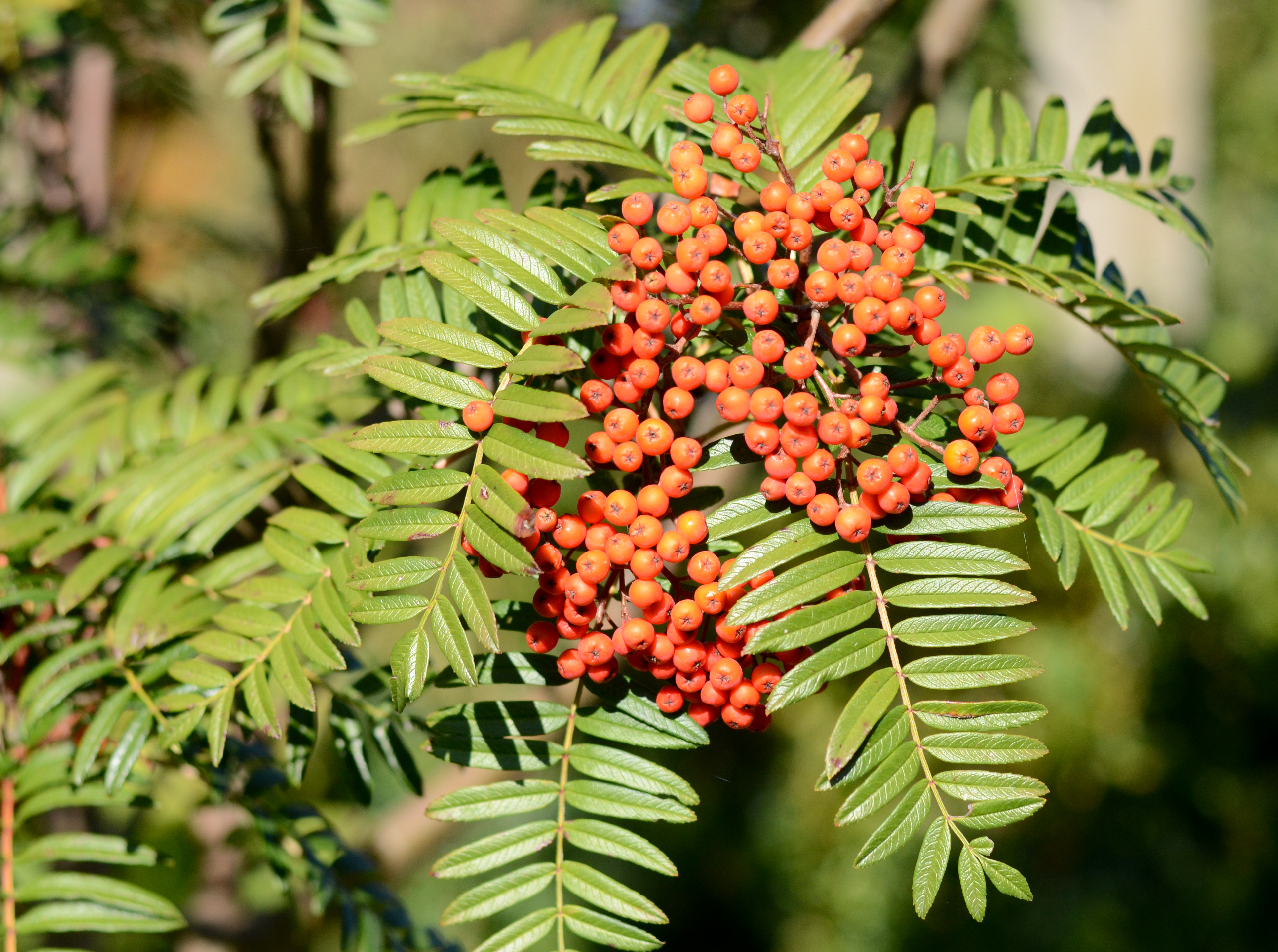
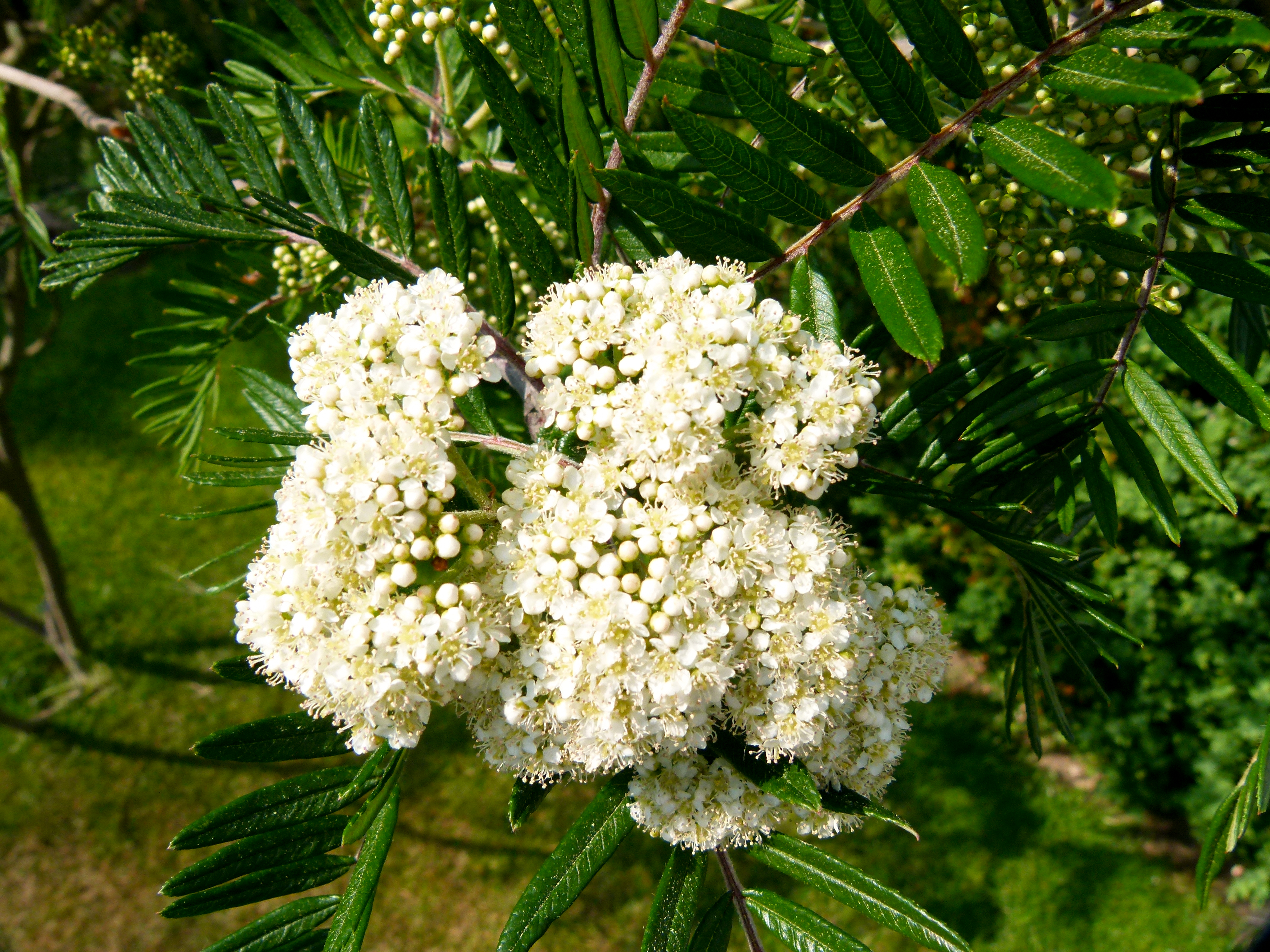
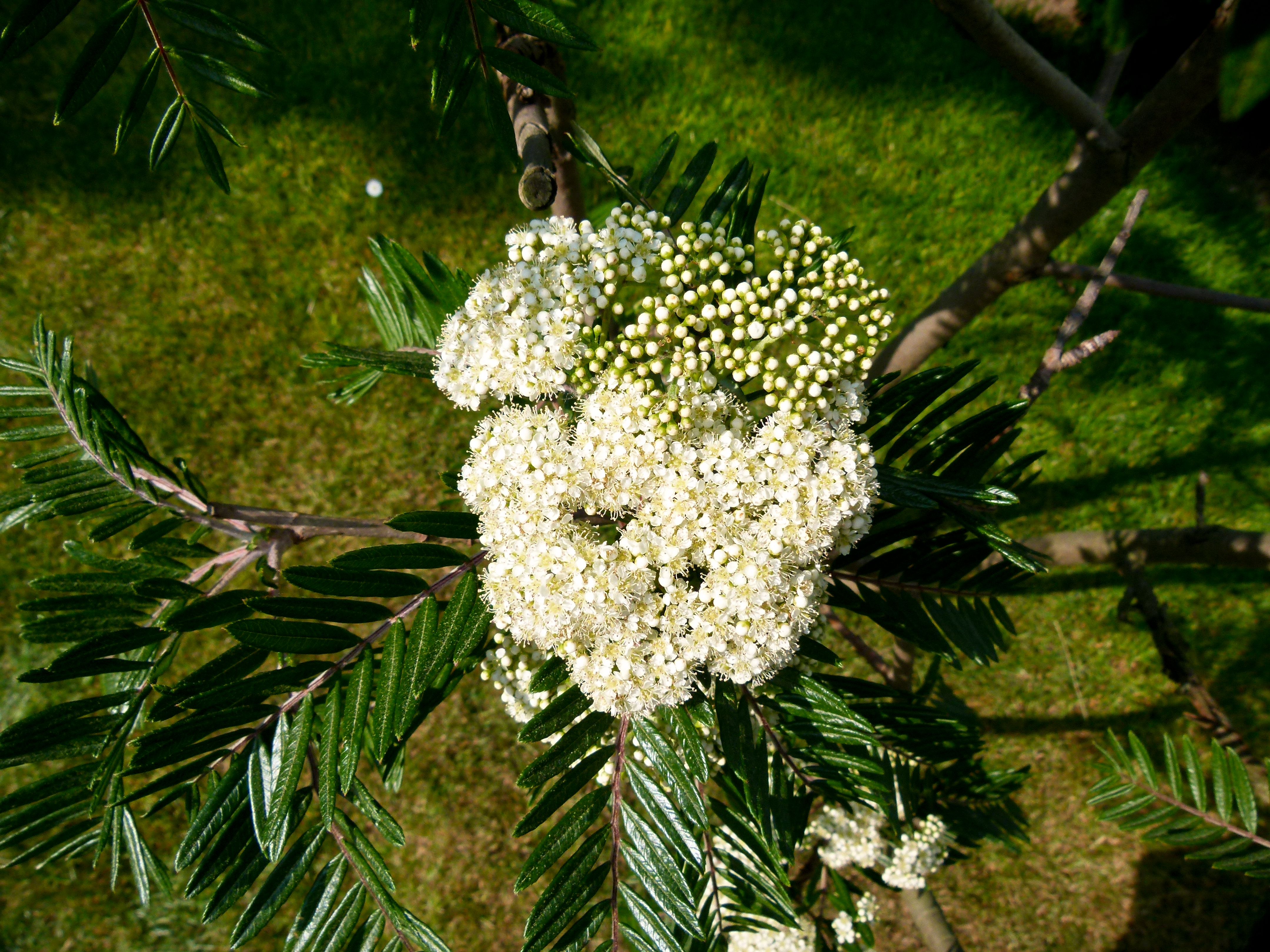
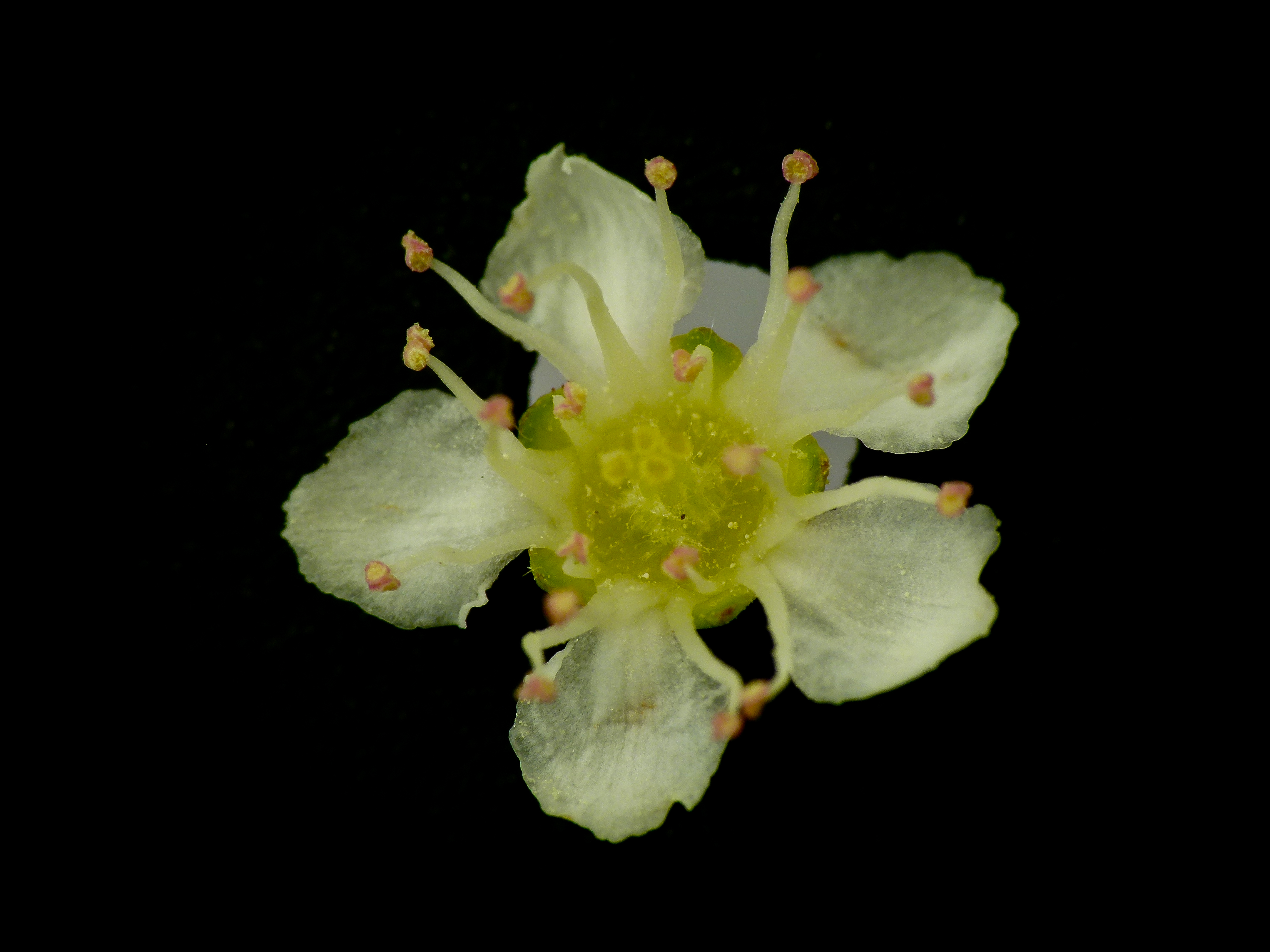